# Monforte-Altar
Der sogenannte Monforte-Altar (auch: Die Anbetung der Könige) ist ein christliches Tafelbild von Hugo van der Goes. Er entstand wahrscheinlich um 1470 in Gent und befindet sich heute in der Dauerausstellung der Gemäldegalerie Berlin.

## Geschichte
Sowohl Auftraggeber als auch der Bestimmungsort des Werkes sind unbekannt. Es wird in die Schaffensphase 1467 bis etwa 1476 eingeordnet, in der Hugo van der Goes im flandrischen Gent ansässig war und als freier Meister der dortigen Lukasgilde angehörte.
Zuvor wurde das Altarbild dem Zeitgenossen Hans Memling, aber auch Bernaert van Orley und Peter Paul Rubens zugeschrieben, welche beide deutlich später lebten. Im männlichen Kopf mit der blauen Kopfbedeckung ganz rechts im Bild wird ein Selbstporträt des Meisters vermutet.

### Provenienz
Vermutlich seit dem 16. Jahrhundert befand sich das Werk im Besitz eines Klosters im nordspanischen Monforte de Lemos, von welchem es seinen geläufigen Namen erhielt. 1910 wurde es auf dem spanischen Kunstmarkt veräußert und durch Wilhelm Bode, den damaligen Direktor des Kaiser-Friedrich-Museums Berlin, für die Berliner Sammlung angekauft. 1913 wurde es von Vigo aus nach Hamburg verschifft und kam dann nach Berlin in die Sammlung des Kaiser-Friedrich-Museums, wo es am 2. Januar 1914 erstmals öffentlich ausgestellt werden konnte.
Eine Dokumentationsfotografie aus den 1930er Jahren zeigt, dass die Anbetung der Könige zu dieser Zeit im sogenannten Deutschen Museum hing, welches im Nordflügel des Pergamonmuseums untergebracht war.

### Funktion
Die Bildtafel war mit großer Wahrscheinlichkeit der mittlere Teil eines Flügelaltars, da an den Seiten noch Spuren von Gelenken zu finden sind, mit denen die Seitenflügel befestigt gewesen sein dürften.

## Beschreibung
Es handelt sich um die Mitteltafel eines ursprünglich wohl dreiteiligen Altarbildes (Triptychon). Dargestellt ist die Anbetung des neugeborenen Christuskindes durch die Heiligen Drei Könige. Das Altarbild verfügt über einen hölzernen, dreifach profilierten und vergoldeten Rahmen. Es handelt sich weitgehend um ein rechteckiges Querformat, das mittlere Drittel ist jedoch nach oben hin 10 cm höher. Insgesamt misst das Bild mit Rahmen 180,2 × 263 cm, die Tafel allein 157,5 × 239 cm.
Zwischen den Mauern einer Palastruine sitzt Maria und präsentiert auf ihrem Schoß das nackte Christuskind, beide haben einen Heiligenschein aus feinen goldenen Strahlen. Maria trägt ein purpurnes Kleid, einen blauen Mantel und einen weißen Schleier, ihre Haare sind rötlich-blond, ihre Augen sind gesenkt oder geschlossen. Neben Maria und links im Bild kniet Josef, erkennbar durch das graue Haar und den Bart, und blickt mit offenen Augen und Mund den ankommenden drei Königen entgegen, die von rechts herangekommen sind. In der Bildmitte kniet der erste König, bartlos und mit kurzem grauen Haar, und betet das Kind mit aneinander gelegten Handflächen an. Sein Mantel ist leuchtend rot mit weißen Ärmelansätzen und Kragen, darunter trägt er ein langärmeliges Gewand aus einem kostbaren, gemusterten und golden schimmernden Stoff. Vor ihm liegt ein flacher Stein auf dem Boden, auf dem ein geöffnetes goldenes Gefäß mit Deckel steht, in dem Goldmünzen liegen. Seine edelsteinbesetzte Pelzkrone lehnt an diesem Stein. Hinter dem ersten König nähern sich die anderen beiden. Der mittlere hat einen Vollbart und braunes Haar und hat seinen rechten Arm zur Verbeugung vor die Brust gelegt. Er trägt einen dunklen Pelzmantel und eine rote Kopfbedeckung. Zwischen dem zweiten und dem dritten König kniet ein Diener, der dem zweiten König mit beiden Händen einen goldenen Kelch reicht. Ganz rechts tritt der dritte König hinzu, bartlos und mit schwarzem Haar, welcher auf den Fingern seiner rechten Hand ein ebenfalls goldenes Gefäß mit kuppelförmigem Deckel hält. Sein Gewand ist grün und sein kostbarer Mantel in orangeroten Farbtönen gemustert. Alle drei Könige blicken auf das Christuskind, ebenso der Junge und einer der Männer rechts außen.
Hinter dem dritten König befinden sich ganz rechts drei Figuren, welche jedoch von diesem zum großen Teil verdeckt werden. Zwei bartlose Männer und ein Kind stehen eng beieinander, es sind nur ihre Köpfe zu sehen. Hinter dem knienden ersten König endet der Raum mit einer niedrigen Mauer, dahinter schauen weitere vier Männer der Szene zu.
Die Palastruine befindet sich in einer hügeligen Landschaft mit mitteleuropäischer Vegetation. Die Jahreszeit ist Frühling, was am satten Grün der Wiesen und Bäume sowie dem wolkenlosen hellblauen Himmel erkennbar ist. Auch die links blühenden blauen Schwertlilien lassen diese Bestimmung zu. Hinter Josef endet die Ruinenmauer und gibt den Blick auf eine Landschaft mit Straßen und Häusern und zwei Brücken über einem kleinen Fluss frei.

### Darstellungsweise
Die perspektivische Horizontlinie befindet sich in der oberen Bildhälfte auf Höhe der hölzernen Wand hinter dem knienden ersten König. Bei der Betrachtung des Bildes erscheint dadurch der größte Teil des Vordergrundes aufsichtig. Die Köpfe Marias und des dritten Königs dagegen befinden sich deutlich oberhalb der Horizontlinie und erscheinen daher untersichtig.
Die Ruinenarchitektur bildet einen Raum, der zur Landschaft hin offen ist und als Kulisse für die Begrüßung und Anbetung des Christuskindes dient. Die hohen Mauern links und rechts grenzen den Vordergrund des Bildes ab, in welchem sich die wichtigsten Figuren befinden.
Die Darstellung der Bildgegenstände ist besonders realitätsnah und detailreich. Textilien und Edelmetalle wirken in ihren Materialeigenschaften fast illusionistisch, auch die Pflanzen sind botanisch bestimmbar dargestellt.
Für die Figuren wurden unterschiedliche Hauttöne gewählt. Der dritte König hat dunkle Haut, der zweite König und Josef einen hellen, aber kräftigen Hautton und der erste König ist hellhäutig und eher fahl. Die Nebenfiguren sind hellhäutig. Maria und das Christuskind haben eine fast weiße, leuchtende Hautfarbe. Diese lässt sie im Vergleich zu den anderen Figuren unwirklich wirken.

### Technik, Material und Erhaltungszustand
Als Bildträger wurde baltisches Eichenholz verwendet, für die Malerei Ölfarben auf Leinölbasis. Der Rahmen wurde fest mit der Bildtafel verbunden und ebenso wie diese mit einer Grundierung aus Leim und Kreide überzogen, sodass er als original gelten kann. Unter den Malschichten befindet sich eine Unterzeichnung mit Kohle.
Das Altarwerk ist nur als Fragment überliefert. Die Seitenflügel des Altares fehlen ganz, über ihren Verbleib ist nichts bekannt. Die vorhandene Mitteltafel weist am oberen Rand eine Stufe auf, welche die Kleiderzipfel zweier schwebender Engel zeigt. Hier wurde sie stark beschnitten und die Tafel auf ein annähernd rechteckiges Format gebracht. Wahrscheinlich war sie zuvor etwa 70 cm höher. Ein Grund für diesen Eingriff könnten sehr beengte Platzverhältnisse in den Räumlichkeiten eines früheren Besitzers gewesen sein. Nach dem Ankauf für die Berliner Gemäldegalerie wurde der Rahmen erneut an die Form der noch vorhandenen Malerei angepasst. Dadurch ist ersichtlich, dass die Szene nicht mehr vollständig ist.
Der Zustand des Bildträgers wurde 2003 von der Restauratorin Beatrix Graf als „gut und stabil“ bezeichnet, was vor allem der stabilen Konstruktion mit Traversen auf der Rückseite zu verdanken ist. Die Malerei selbst ist dagegen in einem unterschiedlich gut erhaltenen Zustand.
Von 2001 bis 2002 fand eine erstmalige Restaurierung nach modernen Maßstäben sowie eine technologische Untersuchung statt. Hierbei wurden elf verschiedene Eingriffe nachgewiesen, von denen zwei als „schwerwiegend“ eingestuft werden, weil sie die ursprüngliche Substanz der Malerei maßgeblich beschädigt haben.
Der frühere dieser beiden gravierenden Eingriffe betraf vor allem die Gewänder der Maria und der drei Könige. Diese Flächen weisen große Fehlstellen auf, an denen die erste Farbe – zumeist grün – abgetragen wurde. Diese Schäden gehen teilweise bis zur untersten Schicht – der Grundierung – und wurden offenbar durch flächiges Abkratzen verursacht. Anschließend wurden die Schäden ausgebessert und retuschiert. Statt dem ursprünglichen Grünton wurde nun ein Mauveton verwendet, welcher vor allem die Erscheinung des jüngsten Königs veränderte. Außerdem wurde der Gürtel des ältesten Königs bei der Retusche nach unten versetzt und wahrscheinlich auch in seinen Details verändert. Möglicherweise waren bereits bestehende Materialschäden in der Farbschicht der Auslöser für diese erste größere „Restaurierung“.
Bei einer späteren gravierenden Maßnahme wurde mit starkem Lösungsmittel in die Farbsubstanz eingegriffen. Wahrscheinlich sollten damit einzelne Stellen wieder aufgehellt werden. Auch hier fanden großflächige Retuschen statt, jedoch mit Farbmitteln, die anders alterten als das originale Material. Hierbei wurde das Gewand des jüngsten Königs wieder in einen Grünton gefasst.
Im Anschluss an die gründliche Untersuchung in den Jahren 2001 bis 2002 wurde das Gemälde restauriert. Dabei wurden die nachgedunkelten bräunlichen Firnisse abgenommen, ebenso wie die jüngsten Übermalungen. Dabei konnten auch wichtige Bereiche des blauen Marienmantels freigelegt werden, die noch in ihrer Originalsubstanz erhalten waren. Die dadurch ebenso wieder sichtbar gewordenen kleineren Fehlstellen retuschierte man erneut. An den Gewändern der drei Könige entschied man sich dagegen für die Erhaltung der vorherigen Übermalungen, da darunter zu wenig ursprüngliche Farbe erhalten war. Durch Retuschen wurden alte und neue Farbwirkungen einander angenähert. Die Zielsetzung der Maßnahmen war, „die Komposition und den ästhetischen Zusammenhang wieder in ein Gleichgewicht zu bringen“, so die beteiligte Restauratorin Beatrix Graf.

## Einordnung und Bedeutung
Die Darstellung der Anbetung des Christuskindes durch die Heiligen Drei Könige folgt grundsätzlich bereits bekannten Formen der niederländischen Malerei dieser Zeit. Als wichtige Referenz für das Dreikönigsmotiv gilt der Columba-Altar von Rogier van der Weyden, welcher etwa 25 Jahre vor dem Monforte-Altar entstand.
Es handelt sich grundsätzlich um eine biblische Szene, welche aber nur noch die narrative Basis bildet. Wichtiger ist die katholische Bildtradition und die vielfältige symbolische Aufladung der Darstellung. Während das Matthäusevangelium von der Anbetung des neugeborenen Jesus durch eine unbestimmte Anzahl Magier oder Weise aus dem Osten berichtet (Mt 2 ), hatte sich auf Grundlage der frühchristlichen Schriften des Tertullian und des Origines verbreitet, sie als drei Könige darzustellen, welche drei verschiedene kostbare Geschenke mitbringen. Dies zeigt im christlichen Verständnis die Demut und Selbsterniedrigung der weltlichen Mächte vor dem Messias. Die Könige des Monforte-Altars unterscheiden sich deutlich in Kleidung, Haartracht und Hautfarbe voneinander. So konnte man sie sich als Vertreter der drei Kontinente Afrika, Asien und Europa vorstellen, welche aus europäischer Perspektive die gesamte Welt repräsentierten. Auch ihre drei unterschiedlichen Altersphasen sind ein Detail, welches seit dem 14. Jahrhundert in Dreikönigsdarstellungen vorkam. Der Älteste ist zeitlich dem natürlichen Tode und räumlich dem Christuskind am nächsten, welches die Erlösung vom Tod bringt.
Maria und Christus werden in der ansonsten naturalistisch gezeigten Szene durch ihre unwirklich helle Haut und die Heiligenscheine gegenüber den anderen Figuren hervorgehoben. Sie werden damit als vom himmlischen Licht erfüllt gezeigt. Die Farbe Weiß symbolisiert auch die Reinheit der Jungfrau Maria und ihres Sohnes.